# Ривера, Джимми
Джеймс Эрнесто Ривера (англ. James Ernesto Rivera; род. 29 июня 1989, Рамси) — американский боец смешанного стиля, представитель легчайшей весовой категории. Выступает на профессиональном уровне начиная с 2007 года, известен по участию в турнирах бойцовских организаций UFC, Bellator, WSOF, KOTC, CFFC, Ring of Combat и др. Владел титулами чемпиона KOTC, Ring of Combat, CFFC. Участник бойцовского реалити-шоу The Ultimate Fighter.

## Биография
Джимми Ривера родился 29 июня 1989 года в поселении Рамси округа Берген, Нью-Джерси. Учился в местной старшей школе, состоял в школьной секции по борьбе.
С юных лет практиковал кёкусин-карате под руководством наставника Тайгера Шульмана, в конечном счёте получил в этой дисциплине чёрный пояс и третий дан. Затем начал осваивать смешанные единоборства, некоторое время выступал в ММА на любительском уровне.

### Начало профессиональной карьеры
Дебютировал в смешанных единоборствах среди профессионалов в сентябре 2008 года, выиграв у своего соперника единогласным решением судей. Первое время выступал в местном небольшом промоушене Ring of Combat, где одержал две победы и потерпел одно поражение, затем в 2009 году сотрудничал с достаточно крупной организацией Bellator Fighting Championships, взяв верх над обоими предложенными ему соперниками.
В сентябре 2010 года завоевал титул чемпиона King of the Cage в наилегчайшем весе, победив раздельным судейским решением Абеля Каллума. Благополучно защитил полученный чемпионский пояс, одолев по очкам Джареда Папазяна.
Попал в число участников 14 сезона популярного бойцовского реалити-шоу The Ultimate Fighter, тем не менее, уже на предварительном отборочном этапе техническим нокаутом уступил Деннису Бермудесу.
В 2012 году стал чемпионом Ring of Combat в легчайшей весовой категории и один раз защитил свой титул. Возобновил сотрудничество с Bellator, одержав здесь ещё две победы. Провёл один поединок в клетке World Series of Fighting. Трижды дрался в промоушене Cage Fury Fighting Championships, где тоже был чемпионом.

### Ultimate Fighting Championship
Имея в послужном списке 16 побед и только одно поражение, Ривера привлёк к себе внимание крупнейшей бойцовской организации мира Ultimate Fighting Championship и в 2015 году подписал с ней долгосрочный эксклюзивный контракт. В дебютном поединке в октагоне UFC отправил в нокаут Маркуса Бримеджа.
В дальнейшем взял верх по очкам над такими известными бойцами как Педру Муньюс, Иури Алкантара, Юрайя Фейбер, Томас Алмейда. В поединке с Алкантарой заработал бонус за лучший бой вечера.
Его впечатляющая победная серия прервалась только в июне 2018 года после встречи с бразильцем Марлоном Мораисом, который нокаутировал Риверу уже на 33 секунде первого раунда. Это был первый раз, когда американский боец потерпел досрочное поражение.
В сентябре 2018 года встретился с Джоном Додсоном и выиграл у него единогласным решением судей.

## Статистика в профессиональном ММА
| Боёв 28  | Побед 23 | Поражений 5 |
| -------- | -------- | ----------- |
| Нокаутом | 4        | 1           |
| Сдачей   | 2        | 0           |
| Решением | 17       | 4           |

| Результат | Рекорд | Соперник             | Способ                             | Турнир                                   | Дата             | Раунд | Время | Место               | Примечание                                              |
| --------- | ------ | -------------------- | ---------------------------------- | ---------------------------------------- | ---------------- | ----- | ----- | ------------------- | ------------------------------------------------------- |
| Поражение | 23-5   | Педру Муньюс         | Единогласное решение               | UFC Fight Night: Rozenstruik vs. Gane    | 27 февраля 2021  | 3     | 5:00  | Лас-Вегас, США      | Бой вечера.                                             |
| Победа    | 23-4   | Коди Стаманн         | Единогласное решение               | UFC on ESPN: Kattar vs. Ige              | 16 июля 2020     | 3     | 5:00  | Абу-Даби, ОАЭ       | Бой в полулёгком весе.                                  |
| Поражение | 22-4   | Пётр Ян              | Единогласное решение               | UFC 238                                  | 8 июня 2019      | 3     | 5:00  | Чикаго, США         |                                                         |
| Поражение | 22-3   | Алджамейн Стерлинг   | Единогласное решение               | UFC on ESPN: Ngannou vs. Velasquez       | 17 февраля 2019  | 3     | 5:00  | Финикс, США         |                                                         |
| Победа    | 22-2   | Джон Додсон          | Единогласное решение               | UFC 228                                  | 8 сентября 2018  | 3     | 5:00  | Даллас, США         |                                                         |
| Поражение | 21-2   | Марлон Мораис        | KO (удары)                         | UFC Fight Night: Rivera vs. Moraes       | 1 июня 2018      | 1     | 0:33  | Ютика, США          |                                                         |
| Победа    | 21-1   | Томас Алмейда        | Единогласное решение               | UFC on Fox: Weidman vs. Gastelum         | 22 июля 2017     | 3     | 5:00  | Юниондейл, США      |                                                         |
| Победа    | 20-1   | Юрайя Фейбер         | Единогласное решение               | UFC 203                                  | 10 сентября 2016 | 3     | 5:00  | Кливленд, США       |                                                         |
| Победа    | 19-1   | Иури Алкантара       | Единогласное решение               | UFC on Fox: Johnson vs. Bader            | 30 января 2016   | 3     | 5:00  | Ньюарк, США         | Бой вечера.                                             |
| Победа    | 18-1   | Педру Муньюс         | Раздельное решение                 | UFC Fight Night: Belfort vs. Henderson 3 | 7 ноября 2015    | 3     | 5:00  | Сан-Паулу, Бразилия |                                                         |
| Победа    | 17-1   | Маркус Бримедж       | KO (удары руками)                  | UFC Fight Night: Bisping vs. Leites      | 18 июля 2015     | 1     | 1:29  | Глазго, Шотландия   |                                                         |
| Победа    | 16-1   | Карсон Биб           | KO (удар рукой)                    | CFFC 48: Good vs. Burrell                | 9 мая 2015       | 1     | 0:16  | Атлантик-Сити, США  | Защитил титул чемпиона CFFC в легчайшем весе.           |
| Победа    | 15-1   | Энтони Дарнелл       | TKO (удар рукой)                   | CFFC 43: Webb vs. Good                   | 1 ноября 2014    | 3     | 3:22  | Атлантик-Сити, США  | Выиграл вакантный титул чемпиона CFFC в легчайшем весе. |
| Победа    | 14-1   | Коди Стивенс         | Единогласное решение               | CFFC 35: Heckman vs. Makashvili          | 26 апреля 2014   | 3     | 5:00  | Атлантик-Сити, США  |                                                         |
| Победа    | 13-1   | Сидемар Хонорио      | Единогласное решение               | WSOF 5                                   | 14 сентября 2013 | 3     | 5:00  | Атлантик-Сити, США  |                                                         |
| Победа    | 12-1   | Брайан Келлехер      | Единогласное решение               | Bellator 95                              | 4 апреля 2013    | 3     | 5:00  | Атлантик-Сити, США  | Бой в промежуточном весе 63,5 кг.                       |
| Победа    | 11-1   | Джесси Брок          | Единогласное решение               | Bellator 83                              | 7 декабря 2012   | 3     | 5:00  | Атлантик-Сити, США  |                                                         |
| Победа    | 10-1   | Джоэл Робертс        | Единогласное решение               | Ring of Combat 42                        | 14 сентября 2012 | 3     | 5:00  | Атлантик-Сити, США  | Защитил титул чемпиона Ring of Combat в легчайшем весе. |
| Победа    | 9-1    | Джастин Хайки        | Единогласное решение               | Ring of Combat 41                        | 15 июня 2012     | 3     | 5:00  | Атлантик-Сити, США  | Выиграл титул чемпиона Ring of Combat в легчайшем весе. |
| Победа    | 8-1    | Джаред Папазян       | Единогласное решение               | KOTC: Empire                             | 3 февраля 2011   | 5     | 5:00  | Сан-Бернардино, США | Защитил титул чемпиона KOTC в наилегчайшем весе.        |
| Победа    | 7-1    | Абель Каллум         | Раздельное решение                 | KOTC: No Mercy                           | 17 сентября 2010 | 5     | 5:00  | Машантакет, США     | Выиграл титул чемпиона KOTC в наилегчайшем весе.        |
| Победа    | 6-1    | Карлос Дэвид         | KO (удары руками)                  | Ring of Combat 29                        | 16 апреля 2010   | 2     | 2:59  | Атлантик-Сити, США  |                                                         |
| Победа    | 5-1    | Клаудио Ледесма      | Единогласное решение               | UCC 1: Merciless                         | 19 марта 2010    | 3     | 5:00  | Джерси-Сити, США    |                                                         |
| Победа    | 4-1    | Ник Гарсия           | Единогласное решение               | Bellator 11                              | 12 июня 2009     | 3     | 5:00  | Анкасвилл, США      |                                                         |
| Победа    | 3-1    | Уилли Гейтс          | Сдача (треугольник)                | Bellator 2                               | 10 апреля 2009   | 3     | 3:17  | Анкасвилл, США      |                                                         |
| Победа    | 2-1    | Тайлер Венис         | Техническая сдача (удушение сзади) | Ring of Combat 23                        | 20 февраля 2009  | 2     | 1:13  | Атлантик-Сити, США  | Днбют в легчайшем весе.                                 |
| Поражение | 1-1    | Джейсон Маклин       | Раздельное решение                 | Ring of Combat 22                        | 21 ноября 2008   | 3     | 4:00  | Атлантик-Сити, США  | Бой в промежуточном весе 68 кг.                         |
| Победа    | 1-0    | Фернандо Бернандиньо | Единогласное решение               | Ring of Combat 21                        | 12 сентября 2008 | 2     | 4:00  | Атлантик-Сити, США  | Бой в промежуточном весе 68 кг.                         |